# Корд-Махале (Фуман)
Корд-Махале (перс. كردمحله) — село в Ірані, у дегестані Ґашт, у Центральному бахші, шагрестані Фуман остану Ґілян. За даними перепису 2006 року, його населення становило 2182 особи, що проживали у складі 570 сімей.

## Клімат
Середня річна температура становить 14,07 °C, середня максимальна – 27,64 °C, а середня мінімальна – -1,39 °C. Середня річна кількість опадів – 777 мм.
| Клімат поселення                              | Клімат поселення | Клімат поселення | Клімат поселення | Клімат поселення | Клімат поселення | Клімат поселення | Клімат поселення | Клімат поселення | Клімат поселення | Клімат поселення | Клімат поселення | Клімат поселення | Клімат поселення |
| Показник                                      | Січ.             | Лют.             | Бер.             | Квіт.            | Трав.            | Черв.            | Лип.             | Серп.            | Вер.             | Жовт.            | Лист.            | Груд.            |                  |
| Середній максимум, °C                         | 8,66             | 9,75             | 12,60            | 18,38            | 22,32            | 25,38            | 27,64            | 27,27            | 24,25            | 21,00            | 16,30            | 11,89            |                  |
| Середня температура, °C                       | 3,64             | 4,72             | 7,56             | 13,34            | 17,27            | 20,35            | 23,22            | 22,86            | 19,84            | 16,60            | 11,90            | 7,48             |                  |
| Середній мінімум, °C                          | −1,39            | −0,31            | 2,54             | 8,31             | 12,26            | 15,32            | 18,84            | 18,47            | 15,44            | 12,20            | 7,48             | 3,07             |                  |
| Норма опадів, мм                              | 81               | 66               | 69               | 56               | 39               | 23               | 14               | 33               | 72               | 106              | 93               | 125              |                  |
| Середньомісячна швидкість вітру, м/с          | 2.28             | 2.31             | 2.40             | 2.30             | 2.30             | 2.56             | 2.53             | 2.37             | 2.13             | 2.00             | 1.90             | 1.90             |                  |
| Середньомісячна сонячна радіація, кДж/м²·день | 6968             | 9134             | 11235            | 15849            | 20015            | 22638            | 23319            | 19834            | 16351            | 11279            | 8720             | 6674             |                  |
| --------------------------------------------- | ---------------- | ---------------- | ---------------- | ---------------- | ---------------- | ---------------- | ---------------- | ---------------- | ---------------- | ---------------- | ---------------- | ---------------- | ---------------- |
| Джерело:                                      |                  |                  |                  |                  |                  |                  |                  |                  |                  |                  |                  |                  |                  |